# Судак (город)
Суда́к (укр. Судак, крымскотат. Sudaq, Судакъ) — город республиканского подчинения в юго-восточном Крыму, на берегу Чёрного моря, традиционный центр производства вин и курорт. Административный центр городского округа Судак (Судакского горсовета).

## Этимология
Название современного Судака происходит от названия крупного оборонительного сооружения (бурга), возведенного римскими военнослужащими в эпоху правления Константина I Великого в первой трети IV в. н. э. на берегу бухты с. Уютное (ныне зап. часть Судака). Этот первичный ойконим звучал как «Suggestu» и являлся военно-техническим термином, обозначавшим крупное строение на возвышении (от лат. suggero — «возводить / строить»). Все дальнейшие варианты ойконима являются производными от названия этого бурга.
В османское время город получил название Судак, которое носит и по сей день. Современное его название этимологизируется с крымскотатарского языка как крымскотат. suv — вода, крымскотат. dağ — гора, то есть горы у воды или также с крымскотатарского как «ложбина с ручьём».
Другая возможная версия названия города от древнетюркского sadaq — «лук», так как изгиб побережья, Судакская бухта имеет форму дуги древнего ручного оружия.
Название Судак (греч. Σουγδαία) объясняется из иранского *suγda, *suxta-ka — «чистый», «святой», «священный», сравните осет. сугъдæг, сыгъдæг с тем же значением, а также название страны и народа Согд.
В древности город называли по-разному: византийцы — Сидагиос и Сугдея, итальянцы — Солдайя, в древнерусских источниках — Сурож.
Другие названия города: античное Порт Атенайон; ŝoltāta (Карта ал-Идриси 1154 года); Sodania (письменный перипл «Компассо да навигаре» итал. Compasso da navigare 1250—1265 гг.); Soudac / Сỹдāк (письменный перипл Абу-л-фиды фр. Géographie d’Aboulféda, 1-я треть XIV в); Soldadia (морская карта Франческо Пицигано 1367 года); Sodaya (Каталанский атлас Абрахама Креска 1375 года); Soldaja (Морской
атлас Николо Пасквалини итал. Nicolò Pasqualini 1408 года); Soldais (большой медный глобус Блау (ГИМ), 50-е гг. XVII в.).

## География

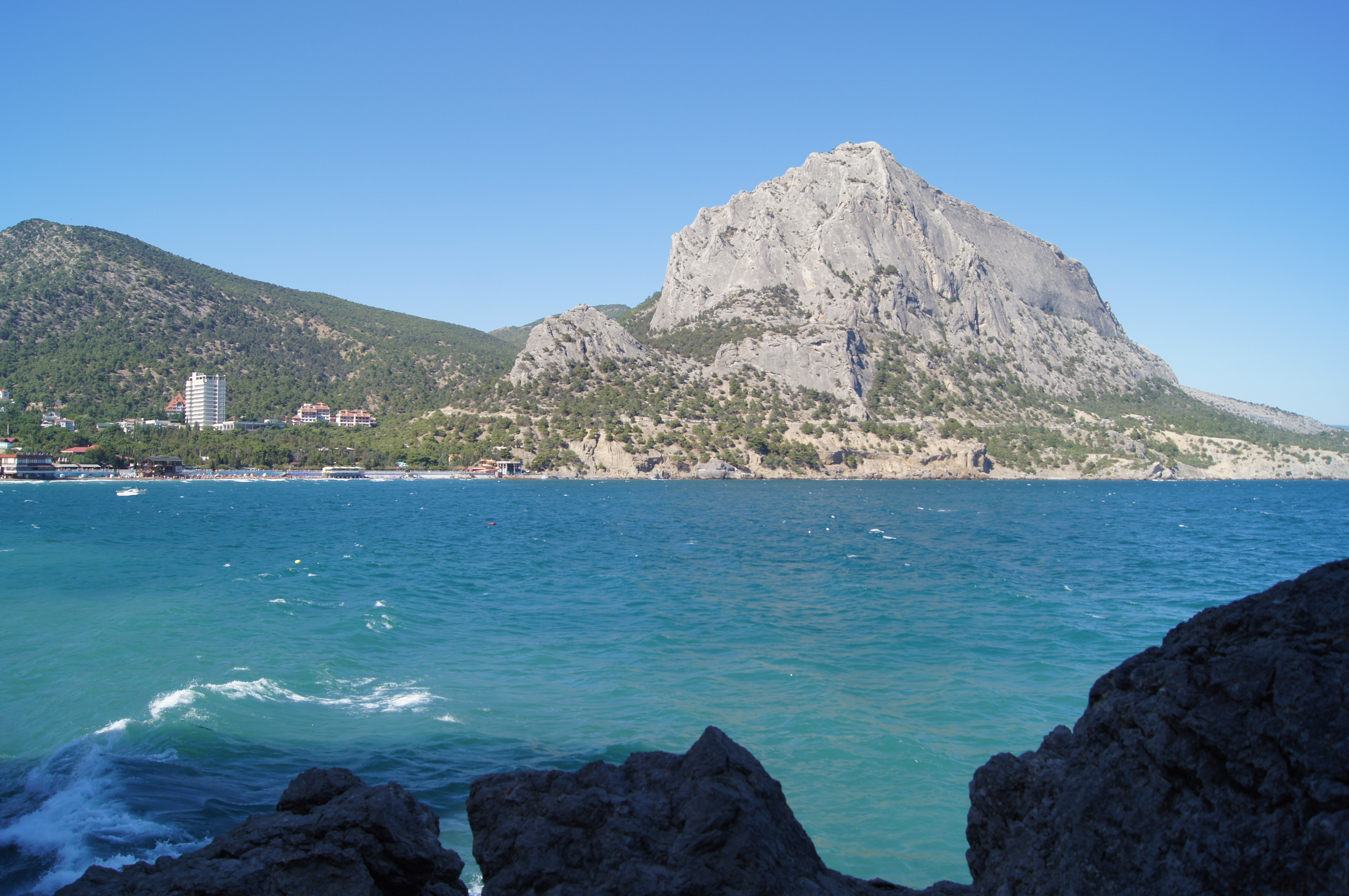
Гора Сокол, западнее Судака

Судак расположен в средней части юго-восточного побережья Крымского полуострова, в 47 км к северо-востоку от Алушты и в 42 км к юго-западу от Феодосии. Город находится в долине реки Судак, на берегу Судакской бухты, ограниченной с запада горой Крепостной, а с востока — мысом Алчак. Город закрыт с севера грядой гор, покрытых буковым и дубовым лесом, а также многочисленными сосновыми лесополосами искусственного происхождения. С востока находится засушливая Капсельская долина. С запада — местность типично средиземноморского вида.
Город постоянно увеличивает свою территорию, так в 1996 году она выросла с 480,29 га до 1429,46 га, а в 2003 году увеличилась до 2347,7 га.

### Климат
Климат Судака близок к климату Южного берега Крыма — мягкий, без резких колебаний температур, засушливый. Осадков выпадает немного — в среднем 318 мм в год (в Ялте — 609 мм). Средняя скорость ветра 4 м/с, а средняя влажность воздуха 73 %. Солнце сияет в Судаке 2350 часов в году (в Ялте — 2250 часов). В Судаке очень мало пасмурных дней в году — 51 и достаточно много ясных — 152. Среднегодовая температура +11,9 °С. Летом тепло и солнечно, много жарких и сухих, а иногда и очень жарких дней. Особенно жарко в июле и августе — до +38 °С. Зима в Судаке суровее, чем на Южном берегу Крыма, что определяет то, что климат не является по-настоящему субтропическим (пальмы растут, но требуют ухода/укрытия, так как температуры ниже −18 °С для них очень опасны). По зоне морозостойкости USDA Судак держится в зоне 8а, при этом временами возможны морозы до −23 °С. Снежный покров неустойчив: снег выпадает редко и быстро тает. Осень тёплая (теплее весны) и малооблачная. Море в Судакском заливе рано прогревается и долго хранит тепло. Холодные течения бывают редко, а средняя температура воды составляет в июне +18,7 °С, июле +22,7 °С, августе +22,2 °С, сентябре +20,2 °С, октябре +17,4 °С. Год от года возможны колебания температуры воды: в июне 2012 года она составляла +22 градуса, в июле-августе от +25 до +29 градусов Цельсия.
Купальный сезон — один из самых продолжительных в Крыму — 138 дней (с начала июня до середины октября). Максимальная зафиксированная температура морской воды — +33 °С.

## История

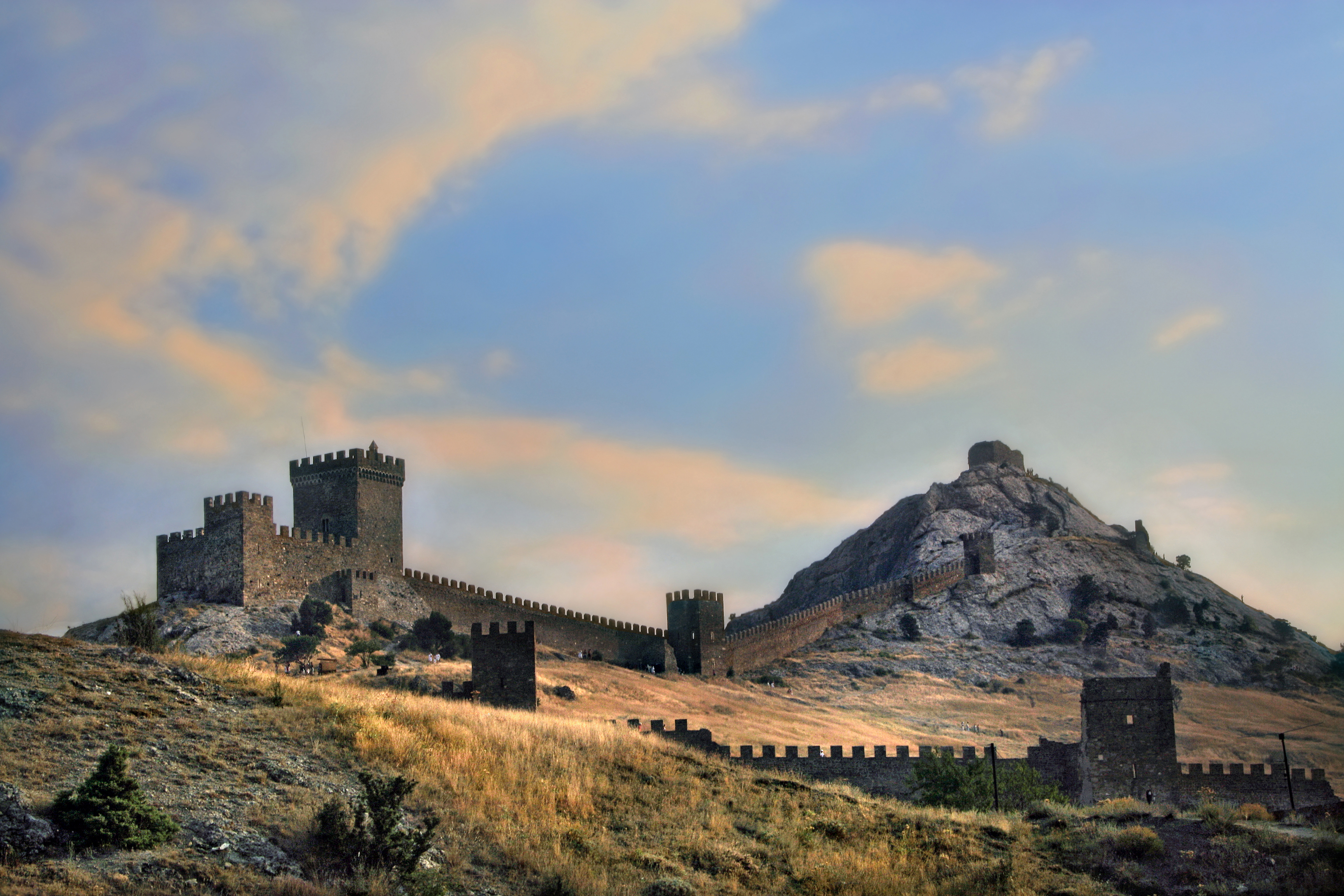
Генуэзская крепость (Судак). Крым

Согласно выводам, который сделал видный советский этнограф-кавказовед, профессор, доктор исторических наук А. В. Гадло, руководивший Кавказской археолого-этнографической экспедицией ЛГУ — город был основан аланами (племена ираноязычной группы), предположительно, в 212 году. Впоследствии, на протяжении всего III в., здесь функционировал портовый пункт Боспорского царства.
На рубеже III—IV вв. бухта у современного Уютного (западная часть Судака) становится объектом пристального внимания римской военной администрации. В это время происходят ожесточенные херсонесско-боспорские войны, в ходе которых Рим выступил как союзник Херсонеса. В результате, в первой трети IV века, в правление Константина I Великого, на берегу бухты строятся мощные дозорно-оборонительные сооружения — две квадратные башни-«бурги». Название одной из них («Suggestu») стало основой для появления в Средневековье множества вариантов ойконима поселения, а затем и современного города Судак. Главной задачей римских бургов была защита гавани, кораблей, грузов, причалов, и мирного поселения, возникшего на берегу бухты. В 450-х годах поселение и порт были уничтожены гуннами Эрнака, но в 560-х годах Византия вновь восстановила их деятельность.
В Средние века город называли Сугде́я (греч. Σουγδαία) и Солдайя (итал. Soldaia), а его население росло за счёт прибытия торговцев, купцов и ремесленников из разных стран, в том числе греков и итальянцев.

Памятник византийской литературы «Житие святого Стефана Сурожского» описывает взятие Сурожа русами в конце VIII или начале IX века:

Великая русская рать под началом князя Бравлина внезапно обрушилась на крымское побережье. Русы захватили византийские владения от Херсонеса до Керчи и «с многою силою» подошли к Сурожу. После десятидневных ожесточённых сражений Бравлин с войском, «силою изломав железнаа врата», ворвался в город.

Когда Бравлин приблизился к гробнице Стефана Сурожского, находившейся в Софийском храме Сурожа «обратилося лице его назад». Бравлин приказал воинам вернуть сурожанам отнятое добро и отпустить пленных, но исцеление не наступило. Язычнику Бравлину пришлось креститься, только после этого лицо его вернулось в прежнее положение. Крестил Бравлина сурожский архиепископ Филарет.
«Гости-сурожане» — русские купцы торговали в итальянских факториях Северного Причерноморья в XIV—XV вв. из городов Сурож и Тана с Москвой, а в поисках высоко ценимых на Западе и Востоке ловчих птиц добирались и до Печоры
Город стал важным торговым центром и значительным транзитным пунктом на Великом Шёлковом пути, достигнув наибольшего расцвета в XII—XIII веках. В 1206 году, после завоевания Константинополя и раздела Византии, город переходит под управление Венецианской торговой республики, однако, фактически им управляли кипчаки. Около 1222 года по приказу Ала ад-Дин Кей-Кубада на город совершили набег малоазийские сельджуки, которые разбили кипчацкую армию, на стороне которой выступали и русские войска. Причиной набега послужили жалобы купцов на частые разорения их кораблей, а следствием — уничтожение крестов и колоколов и установление в помещениях церквей михрабов и минбаров, а также внедрением шариата. Известно, также, что в Сугдее был дом у дяди Марко Поло.
В XIII—XIV веках город разорён и разрушен монголами, но быстро восстановлен. В 1365 году Солдайя была завоёвана генуэзцами и включена в состав генуэзских владений в Крыму в качестве центра Консульства Солдайя. В этот период город управлялся консулом из числа итальянцев, выборы которого проходили каждый год. От этой эпохи сохранились башни и городские крепостные стены, называемые «Генуэзская крепость».

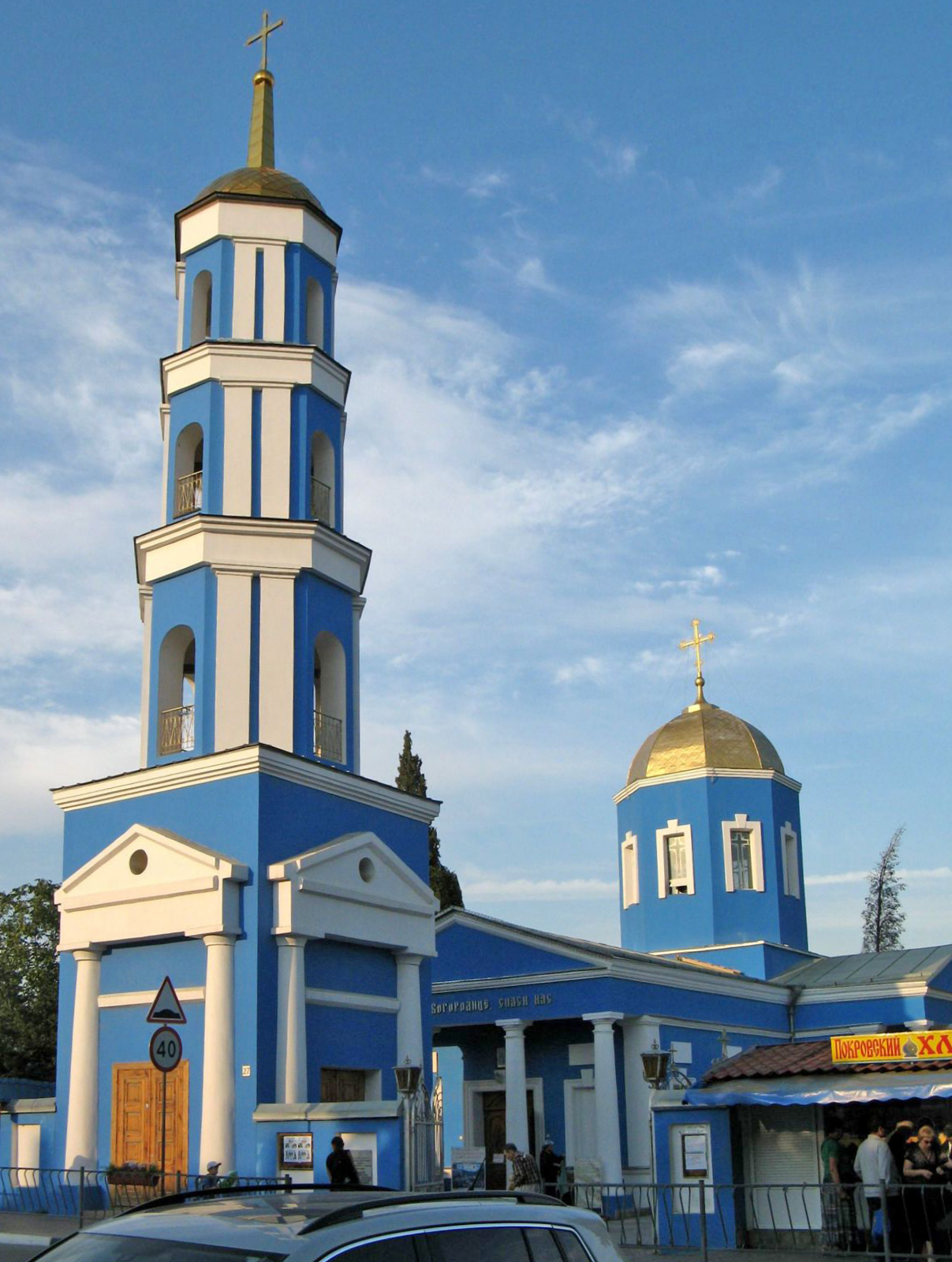
Храм Покрова Пресвятой Богородицы (первая половина XIX века).

В 1475 году вместе со всеми генуэзскими территориями и православным княжеством Феодоро в Крыму Судак был завоёван Османской империей. За время османского владычества потерявший военное значение город пришёл в упадок, хотя и был центром кадылыка — самой мелкой административной единицы Османского государства.
В 1783 году Судак вместе со всем Крымом отошёл к Российской империи. После назначения 16 февраля 1784 года В. В. Каховского первым правителем Таврической области им был назначен директор казённых садов в Крыму, француз Иосиф Банк, ранее служивший в Астрахани. Местом жительства Банка был назначен Судак. В 1774 и 1775 гг. виноград и фрукты из казённого Судакского сада поставлялись в Санкт-Петербург, а поскольку фрукты в ближайшем к Судаку Капсихоре созревали раньше, чем в Бахчисарае, Каховский отправлял их Потемкину и В. С. Попову.

Банк заложил в Судаке завод для производства коньяка и ликеров с погребом и фонтаном, восстанавливал виноградные сады, высаженные в Судаке в 1774 году венгром Яношем Бимболазаром из Токая по поручению Потемкина (5000 токайских лоз).

На то, что поставка судакских вин к царскому двору имела давнюю традицию, указывал и А. Я. Бесчинский:
Крым — одна из родин виноградного куста… Крымский виноград — лучший в России, и один из лучших в мире. Сурожские (судакские) вина доставлялись еще московским царям…
В конце XVIII — начале XIX века город практически полностью обезлюдел и превратился в небольшой посёлок; по переписи 1805 года, в брошенном городе проживало всего 33 человека. В 1804 году здесь в поместье Ачиклар было открыто первое в России Крымское виноградное училище, которое функционировало до 1841 года.
Храм Покрова Пресвятой Богородицы был заложен в 1819 году на средства прихода и местных помещиков при содействии графа М. С. Воронцова, достраивался по проекту архитектора И. Ф. Колодина, освящён в 1829 году. Является объектом культурного наследия (памятник архитектуры) местного значения.
В конце XIX начале XX века в Судакской долине развивается дачный отдых.
В 1920 году образовано винодельческое предприятие ГП «Судак».
В годы Великой Отечественной войны с ноября 1941 по апрель 1944 года был оккупирован немецко-румынскими войсками. В январе 1942 года в городе был высажен судакский десант, который освободил город и почти две недели удерживал его от превосходящих сил врага. Большинство десантников погибло.
Вновь статус города Судак обрёл только в 1982 году.

## Население
| 1939    | 1959    | 1970    | 1979    | 1989    | 1992    | 1998    | 2001    | 2009    |
| ------- | ------- | ------- | ------- | ------- | ------- | ------- | ------- | ------- |
| 3246    | ↗3612   | ↗9802   | ↗11 281 | ↗15 399 | ↗17 400 | ↗18 800 | ↘14 495 | ↗15 112 |
| 2010    | 2011    | 2012    | 2013    | 2014    | 2015    | 2016    | 2017    | 2018    |
| ↗15 171 | ↗15 300 | ↗15 368 | ↗15 457 | ↗16 492 | ↗16 615 | ↘16 597 | ↗16 756 | ↗16 784 |
| 2019    | 2020    | 2021    |         |         |         |         |         |         |
| ↘16 766 | ↘16 489 | ↗17 834 |         |         |         |         |         |         |

- 1805 год — 320 чел.
- 1926 год — 1 877 чел.
- 1966 год — 8 100 чел.
- 1989 год — 15 316 чел.
- 2001 год — 15 050 чел.
- 2004 год — 15 071 чел.
- 2015 год — 16 615 чел.

По итогам переписи населения в Крымском федеральном округе по состоянию на 14 октября 2014 года численность постоянного населения города составила 16 492 человека. Население города составляет 51,1 % от населения территории городского округа Судак.

### Национальный состав
По данным переписи населения 2014 года национальный состав населения города выглядит следующим образом:
| национальность  | всего, чел. | % от все- го | % от указав- ших |
| --------------- | ----------- | ------------ | ---------------- |
| указали         | 16107       | 97,67 %      | 100,00 %         |
| русские         | 10525       | 63,82 %      | 65,34 %          |
| крымские татары | 2780        | 16,86 %      | 17,26 %          |
| украинцы        | 2023        | 12,27 %      | 12,56 %          |
| татары          | 257         | 1,56 %       | 1,60 %           |
| белорусы        | 118         | 0,72 %       | 0,73 %           |
| армяне          | 118         | 0,72 %       | 0,73 %           |
| азербайджанцы   | 27          | 0,16 %       | 0,17 %           |
| поляки          | 24          | 0,15 %       | 0,15 %           |
| узбеки          | 22          | 0,13 %       | 0,14 %           |
| другие          | 213         | 1,29 %       | 1,32 %           |
| не указали      | 385         | 2,33 %       |                  |
| всего           | 16492       | 100,00 %     |                  |

## Экономика

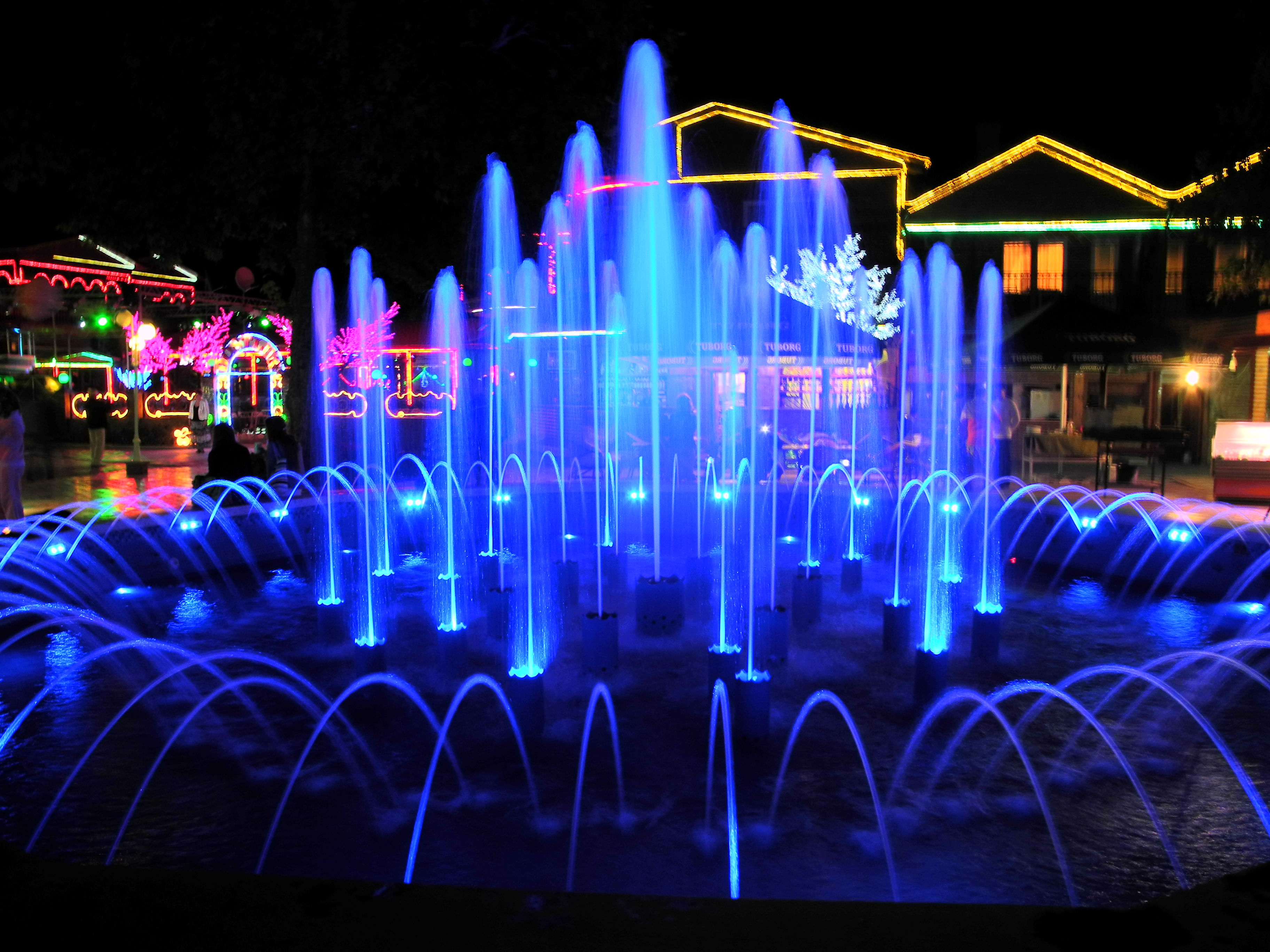
Фонтан на Кипарисовой аллее

Основная специализация — производство марочных и шампанских вин, курортная отрасль, производство розового масла.
Судак — климатический приморский курорт. Показания — заболевания органов дыхания нетуберкулёзного характера, функциональные заболевания нервной системы, сердечно-сосудистые заболевания и т. д. Судак — единственный город в Крыму, в котором есть пляжи из кварцевого песка и минеральная сульфатно-гидрокарбонатная вода из местного источника.
Каждый год в Судак и Судакский регион приезжает на отдых более 180 тысяч человек (в основном неорганизованных отдыхающих). В 2003 году в 18 пансионатах и здравницах отдохнуло 49 тысяч человек, треть из которых — иностранцы.

### Расстояние до городов Крыма
| Город       | Расстояние (км) |
| ----------- | --------------- |
| Новый Свет  | 7               |
| Алушта      | 93              |
| Старый Крым | 36              |
| Феодосия    | 55              |
| Керчь       | 153             |
| Симферополь | 107             |
| Евпатория   | 172             |
| Ялта        | 131             |
| Джанкой     | 148             |
| Севастополь | 181             |

## Социальная сфера
В городе работает 3 общеобразовательные средние школы (школа-гимназия № 1 им. Героя Советского Союза А. Е. Чайки, общеобразовательная школа № 2, школа № 3 (с крымскотатарским языком обучения). Совсем недавно на выезде из города была открыта школа № 4 с современным оборудованием и спортивными площадками. В Судаке так же есть центральная городская библиотека им. местного поэта Василия Рыкова, спортивная школа, детско-юношеский центр, Судакский филиал Романовского колледжа индустрии гостеприимства, поликлиника, больница, Дом культуры.

## Транспорт
В городе действует 10 круглогодичных автобусных маршрутов, а также 3 сезонных. Круглый год работает маршрут № 6 сообщением «Дачное — Уютное». Также можно добраться до близлежащих посёлков: Новый Свет, Миндальное , Богатовка, Солнечная Долина, Ворон, Междуречье, Морское , Грушевка, Холодовка. Маршрут обслуживает местный перевозчик ИП «Гординский». В городе есть автостанция, автобусным сообщением Судак связан с Симферополем, Феодосией, Алуштой и окрестными сёлами.

## Историко-культурное наследие
Из памятников истории и культуры Судака главным объектом является Судакская крепость XI—XIV вв., а также три храма IX—XIII веков, памятники византийского искусства.
- Храм Св. Пророка Илии в селе Солнечная Долина. Выстроен в IX—XII веках. Самый старый из действующих храмов Крыма. На месте храма, ранее X века, стояла более древняя церковь. В храме находится привезённая из Константинополя мраморная купель IV—V вв., сделанная из капители колонны античного храма[52].
- Храм Святой Великомученицы Параскевы. Византийская церковь, построена в XII—XIII веке[53]. Во дворе храма находятся сохранившиеся надгробные памятники из фамильного склепа Христиана Стевена — выдающегося ботаника, основателя Никитского ботанического сада.
- Церковь Двенадцати Апостолов. Византийская церковь, построена в XII—XIII веке. Алтарная фреска с изображением Тайной Вечери утрачена в 1960—1970 е гг. В 2009 г. храм был отреставрирован[53].
- Развалины крупного византийского храма, построенного в XII—XIII веках и, предположительно, посвященного Иоанну Златоусту, находятся недалеко от Судака, у подножия горы Килиса-Кая.

К памятникам XIX—XX века относятся другие храмы города:
- Церковь Покрова Пресвятой Богородицы. Построена в 1819—1829 годах в стиле классицизм, церковная утварь перенесена в новую церковь из храма св. Матфея, находившегося в Судакской крепости. Колокольня выстроена в 1840-х годах. 29 сентября 1869 года церковь пострадала от землетрясения. В 1868 году церковь посетили императрица Мария Александровна с сыном, будущим императором Александром III, и его супругой Марией Федоровной. В 1912 году церковь посетил император Николай II. Церковь Покрова Пресвятой Богородицы была закрыта в 1936 году, настоятель отец Иоанн (Блюмович) расстрелян 13 апреля 1938 года; в 2000 году, как священномученик, он причислён к лику святых. С 1942 года по указу немецких оккупационных властей в храме возобновились богослужения, продолжавшиеся до 1962 года, когда здание храма передали Судакской средней школе для организации в нём Дворца пионеров. В 1990 году церковь вернули Православной Церкви. В настоящее время — подворье Кизилташского монастыря.
- Храм Святителя Луки в пос. Новый Свет. Службы возобновлены с 1998 г., новое здание храма выстроено в 2012 г.

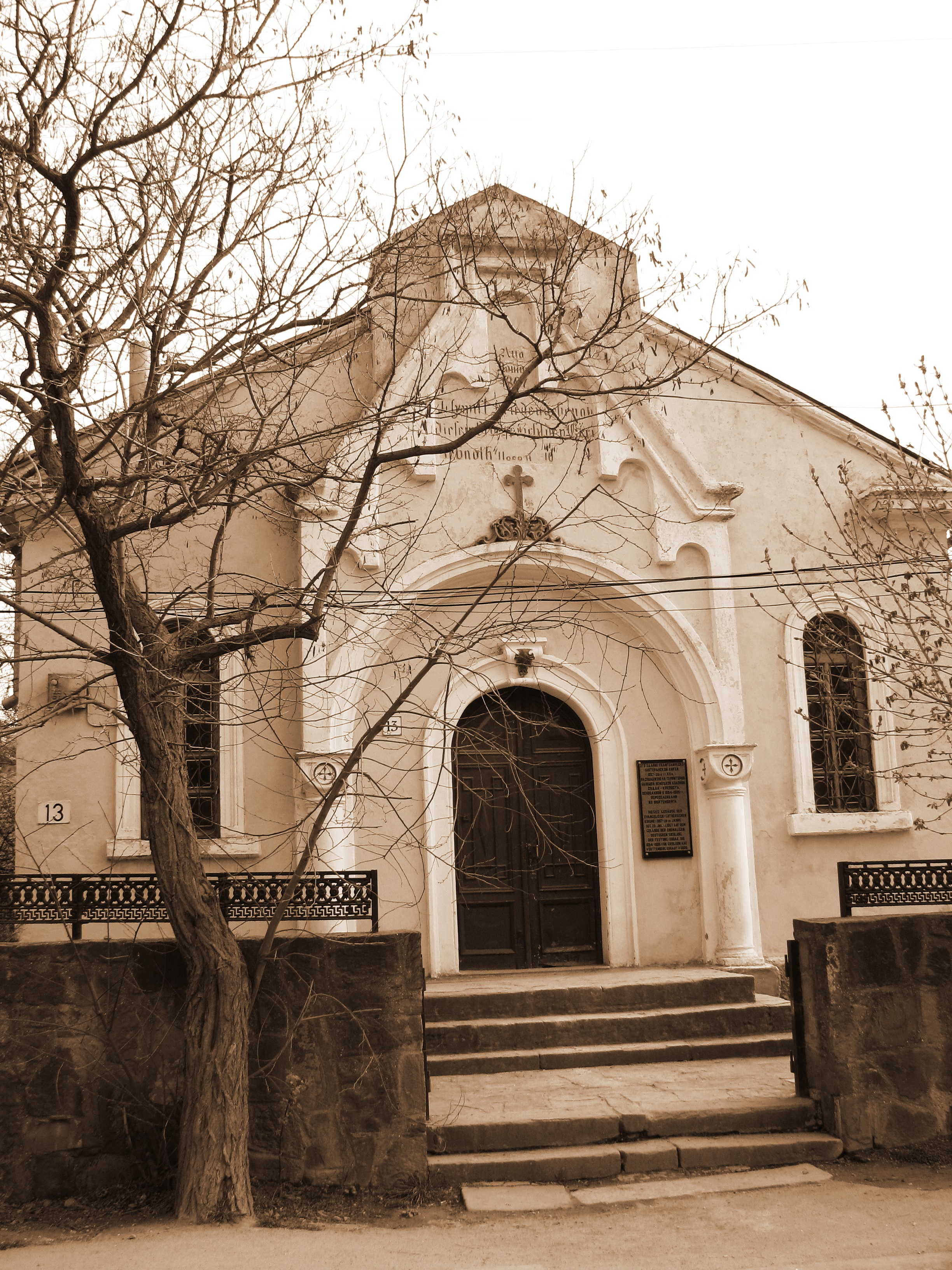
Лютеранская кирха

- Лютеранская кирха. Церковь построена в 1887 году, на территории основанной в 1804 г. немецкой колонии. Колония была заселена потомками немцев из Вюртемберга, приехавших в Крым во время правления Екатерины II. Немецкая колония существовала вплоть до конца 1930-х гг.

Образ Судака запечатлён многими живописцами, поэтами и писателями.
- Пейзажи, виды Судака, мыс Алчак запечатлены на картинах Ивана Айвазовского, жившего подолгу на свой даче в Судаке; Константина Богаевского, Ильи Машкова, и многих других, в том числе русских, итальянских и немецких художников. В 1884 году в Судаке устроил свою мастерскую известный художник Л. Ф. Лагорио, где он создал ряд пейзажных работ, виды Кучук-Ламбата, Ялты, Феодосии, Алушты. С 1936 года на своей даче жил и работал художник Лев Бруни, его жена, Нина Константиновна Бальмонт, дети, внук — художник Лаврентий Бруни.
- С Судаком связан Серебряный век русской культуры. В городе сохранился (ул. Гагарина, д. 39) выстроенный в 1915 году дом Аделаиды Герцык, поэтессы Серебряного века, и учёного, издателя Дмитрия Жуковского. Семья Герцык жила в Судаке в собственном доме, купленным Казимиром Антоновичем Лубны-Герцык, потомком обедневшего польского дворянского рода[54], и его женой Софьей Максимилиановной Тидебель, внучкой генерала С. А. Тидебель, в 1880 году (ул. Гагарина,49). Гостями дома семьи Герцык в разное время стали поэты В. И. Иванов и М. А. Волошин, Марина и Анастасия Цветаевы, художница М. В. Сабашникова, художники К. Ф. Богаевский, Л. Л. Квятковский, философ Н. А. Бердяев[55].
- C 1917 года по 1923 г. в Судаке жила поэтесса С. Я. Парнок. Стихи, написанные ею в эти годы впоследствии вошли в её сборники «Розы Пиерии» (1922), «Лоза» (1923). В Судаке, в 1917—1918 гг. С. Я. Парнок написала либретто оперы «Алмаст», для совместной работе с композитором А. А. Спендиаровым. Опера «Алмаст» была поставлена в московском Большом театре. 24 июня 1930 года с триумфальным успехом состоялась её премьера.
- В августе 1917 г. поэт Осип Мандельштам находясь в Крыму, написал два стихотворения, посвящённых окрестностям Судака — «Меганом» и «Золотистого мёда струя..» («Виноград»), с аллюзиями на античный сюжет из «Одиссеи»; героиней последнего стихотворения стала находившаяся тогда в Крыму художница Вера Судейкина-Стравинская.
- В 1915, 1916 гг. в Капселе жил художник А. Н. Бенуа, останавливавшийся на даче генерала Б. М. Колюбакина, запечатлевший пейзажи этих мест и написавшший о них: «Из Капселя, Меганома и прилегающих местностей я сделал бы русский Jellowstone Park, придал бы этой природе-типу значение неприкосновенного музейного сокровища и непременно оставил бы пустыню такой, как она дошла до нашего времени..» (А. Н. Бенуа «После Крыма»)[56].

## Символика
Герб
Первый герб города Судака был утверждён исполнительным комитетом Судакского горсовета 8 декабря 1987 года в рамках Крымской области УССР в составе СССР. Он представлял собой «щит с золотой каймой, которая в верхней и нижней частях имеет расширения. Верхняя часть щита увенчана стилизованным фризом — элементом крепости. В нижней части — стилизованное изображение белой чайки. Основное поле щита рассечено и пересечено снизу. Первая и четвёртая части красного цвета, вторая и третья — голубого. В центре щита золотое восходящее над горами солнце с расходящимися лучами, делящееся линией рассечения щита на две половины»". Власти Украины не утверждали символику города. После аннексии Крыма Российской Федерацией был утверждён герб города (городского округа) в соответствии с решением Судакского горсовета от 26 ноября 2015 года N 345:

В червлёном поле с узкой, волнисто выщербленной и дважды нитевидно окаймленной серебром, лазоревой оконечностью золотое солнце (без изображения лица), окруженное сложенными в кольцо чередующимися золотыми гроздьями винограда и серебряными виноградными листьями (по два листа между каждой парой гроздей, причём грозди положены от солнца и сообразно его лучам, а листья направлены к солнцу, в парах сложены веерообразно и попарно переплетены черенками), обремененное червлёной крепостной стеной с низким бастионом справа и высоким слева.

Флаг

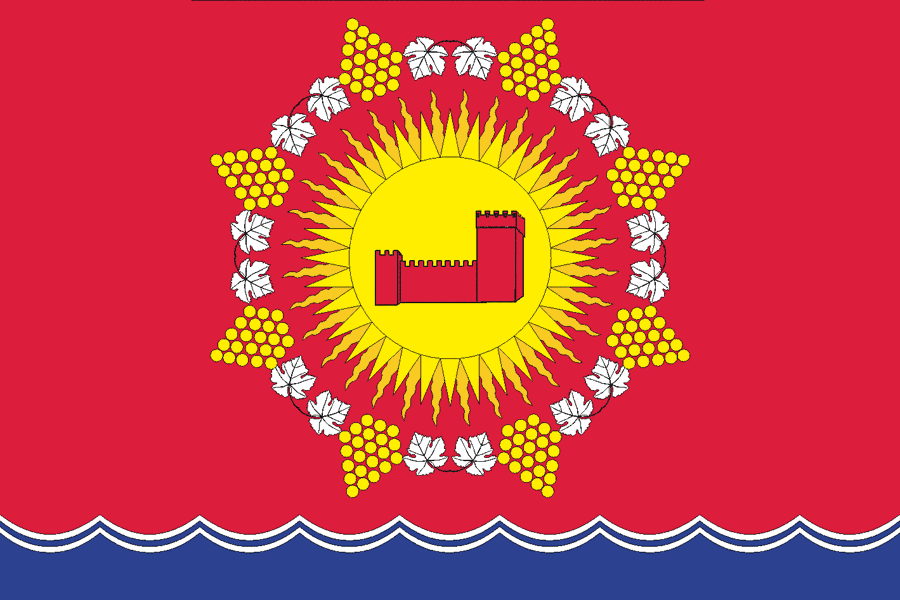
Флаг (2015 год)

Тем же решением Судакского горсовета от 26 ноября 2015 года N 345 был установлен и флаг города (городского округа), соответствующий гербу:

Прямоугольное полотнище красного цвета с отношением ширины флага к его длине 2:3; в нижней части полотнища — волнисто выщербленная горизонтальная полоса синего цвета, к которой сверху примыкают тонкие волнисто-выщербленные полосы белого, синего, белого цветов (максимальная высота синей полосы с тонкими полосами 1/7 ширины полотнища; ширина каждой из тонких полос — 1/49 ширины полотнища); в центре полотнища — солнце (без изображения лица) жёлтого цвета с чередующимися прямыми и пламенеющими лучами, окружённое кольцом из виноградных гроздей жёлтого цвета и виноградных листьев белого цвета: гроздья направлены от солнца к краям полотнища, листья, расположенные попарно между каждой парой гроздей, направлены к солнцу, сложены попарно веерообразно и в каждой паре переплетены стеблями (диаметр солнца по крайним точкам лучей — 3/8 ширины полотнища; внешний диаметр кольца по крайним точкам — 9/10 ширины полотнища; длина крепостной стены 7/20 ширины полотнища).

## Достопримечательности
- Музей-заповедник «Судакская крепость», исторический музей (Бывший особняк Функа)[61]
- Во входящем в городской округ Судак посёлке Новый Свет (до 1912 г. называвшемся Парадиз, основан в конце XIX века Львом Сергеевичем Голицыным) находятся два дворца Льва Голицына.
- винодельческое предприятие ГП «Судак» (входит в ГК НПАО «Массандра»), выпускающее марочные вина, а также винодельческий комплекс «Солнечной долины» Архадерессе, основанный Голицыным Л. С.
- аквапарк «Судак» (открыт в 2003 г.)
- бюст дважды Героя Социалистического Труда Князевой М. Д.
- монумент «Холм Славы», являющийся братской могилой подпольщиков, десантников (январь 1942 года) и воинов Великой Отечественной войны, погибших при освобождении Судака 14 апреля 1944 года
- высаженная в начале прошлого века Кипарисовая аллея, соединяющая центр города и набережную

Холм Славы

## Прочие сведения
- В 1260 году Николо, отец Марко Поло, вместе с братом Маффео отправились в Судак, где у их третьего брата, которого также звали Марко, был торговый дом. Далее они двинулись по тому же маршруту, по которому в 1253 году прошёл Гийом де Рубрук.
- Имя «Судак» носит вспомогательное судно Военно-морских сил Украины — морской водоналивной транспорт 1957 года постройки (U756)[62].

## СМИ
В городском округе Судак издается газета «Судакские вести», учреждённая горсоветом. Газета «Крымская пятница», учреждённая частным лицом, издавалась до 2015 года.